# Jacobus Anker
Jacobus Anker (Oost- en West-Souburg, 25 februari 1913 – Akkrum, 20 februari 1998) was een Nederlands politicus.
Hij werd geboren als zoon van Adriaan Pieter Anker (1882-1940). Na zijn vijfjarige hbs-studie in Vlissingen ging hij in 1931 eerst als volontair en daarna als ambtenaar werken bij de gemeentesecretarie van Ritthem. In 1934 maakte hij de overstap naar de provinciale griffie van Friesland. Vanaf juni 1945 was hij drie maanden waarnemend burgemeester-secretaris van Vlieland en in december van dat jaar volgde zijn benoeming tot burgemeester-secretaris van Schiermonnikoog. In 1955 werd zijn broer Adriaan Anker burgemeester van Vlieland en in november 1956 werd hijzelf burgemeester van de gemeente Utingeradeel waarvan het gemeentehuis in Akkrum stond. Politiek gezien voelde hij zich verwant aan de Partij van de Arbeid tot deze in 1966 met Tien over Rood een ruk naar links maakte. Anker besloot daarop partijloos te blijven waardoor hij niet in aanmerking kwam voor burgemeestersposten in grotere gemeenten. Hij bleef daarom tot zijn pensionering begin 1978 de burgemeester van Utingeradeel en was toen de laatste partijloze burgemeester van Friesland. Later dat jaar was hij nog enkele maanden waarnemend burgemeester van Workum. In 1998 overleed hij op 84-jarige leeftijd. Samen met zijn echtgenote kregen ze een dochter en drie zonen; waaronder de tweeling Wim en Hans Anker die bekend zijn geworden als advocaat.